# フーリッシュプレジャー
フーリッシュプレジャー（Foolish Pleasure、1972年 - 1994年）は、アメリカ合衆国のサラブレッドの競走馬、および種牡馬。1975年のケンタッキーダービー優勝馬で、のちに名牝ラフィアンの最期となったマッチレースにおいて、その対戦相手となった。1995年にアメリカ競馬殿堂入りを果たした。

## 経歴

### 若駒時代、三冠戦
リロイ・ジョリー調教師のもとで調教を受け、1974年4月にハイアリアパーク競馬場でデビューした。初戦から勝ちを挙げ、続く2戦目のドーバーステークスで重賞勝ちを収めた。この年は7戦して全勝、しかもG1競走3勝を含む大活躍を見せ、同年のエクリプス賞最優秀2歳牡馬に選出された。
3歳シーズンは2月の一般戦から始動し、翌戦のフラミンゴステークスとともに勝ちを収めている。その後フロリダダービーで初の敗北（3着）を喫して連勝がストップするが、ケンタッキーダービー直前の前哨戦ウッドメモリアルステークスでは優勝を手にした。
5月3日に迎えたケンタッキーダービーでは、出走馬15頭のうちから単勝オッズ2.8倍の1番人気に支持された。レースの序盤は後方を進んでいったフーリッシュプレジャーは、バックストレッチからコーナーを回るところで先行する馬の間に割って入り、最後の直線で先頭を走っていたアバターを捕らえ、1馬身4分の3差をつけて優勝した。しかしその次のプリークネスステークスではマスターダービーに1馬身離された2着に敗れ、ベルモントステークスでも以前に破ったアバターにクビ差競り負けて戴冠を逃している。

### 悲劇のマッチレース
アメリカの牡馬三冠が3頭の馬によって分割されていたこの年、牝馬三冠路線では、前年の最優秀2歳牝馬でもあったラフィアンが史上4頭目の三冠馬となっていた。
ラフィアンは三冠最終戦（当時）のコーチングクラブアメリカンオークスまで無敗の圧勝劇を繰り広げてきた馬で、後世に史上最強牝馬の一頭として名の挙がるような存在であった。そのラフィアンと三冠路線の牡馬を対決させる企画が持ち上がった。当初、この企画は牡馬三冠のそれぞれに優勝した競走馬（フーリッシュプレジャー・マスターダービー・アバター）同士での対決が予定されていたものであったが、そこに同世代最強牝馬のラフィアンを加えるという案が浮上した。その後マスターダービーとアバターの陣営は辞退、フーリッシュプレジャーとラフィアンそれぞれの陣営はこれを承諾したため、マッチレースという形で実現したものである。
この両頭の主戦騎手を務めていたのはファシント・ヴァスケスで、このマッチレースに際してヴァスケスはためらうことなくラフィアンに騎乗することを選んだという。そのため、フーリッシュプレジャーの陣営は新たな乗り役を探し、ブラウリオ・バエザがそれを務めることになった。このような経緯もあってか、単勝人気で勝ったのはラフィアンのほうであった。
両馬は7月6日のベルモントパーク競馬場で対面した。レースの様子をテレビによる全国中継、そして来場した5万人を超える観衆が見守るなか、ダート10ハロン戦のゲートが開いた。このマッチレースに際してフーリッシュプレジャー陣営は事前にスタートの特訓を重ねており、ゲートが開いた瞬間先頭を奪ったのはフーリッシュプレジャーであった。それまでいちども先頭を取られたことのないラフィアンには初めてのことであったが、すぐさまラフィアンは先頭を奪おうとペースを上げ、両馬は馬体を併せながらしばらく進んでいった。
しかしマイルの標識（残り8ハロン）のところで、コースの内側を走っていたラフィアンに異常が発生する。突然苦しみだしたラフィアンは骨折しており、よろけながら失速、途中で競走を中止した。フーリッシュプレジャーは無事にゴールを迎えたが、この競走はもはや勝敗など問題でないような状態になった。
それから間もなくの7月9日、ラフィアンに安楽死処分が施された。この競走の惨事が影響しているのか、以降アメリカではマッチレースが自粛されるようになり、現在では平地競走の強豪競走馬同士が2頭で対決することはほとんどなくなった。この競走により、後世にフーリッシュプレジャーについて語られるときに、ケンタッキーダービー優勝などの勝鞍についてよりも、「ラフィアンの最後の対戦相手」という扱いで語られることが多い。

### その後
マッチレースのあと、フーリッシュプレジャーは3歳のシーズン中に3戦をこなしたが1勝も挙げることがなかった。とくにガヴァナーステークスとマールボロカップ招待ハンデキャップ (G1) では、同世代のワジマに前年の年度代表馬フォアゴーもろとも破られている。この年はケンタッキーダービーを含むG1競走3勝を挙げたフーリッシュプレジャーであったが、エクリプス賞最優秀3歳牡馬の座はこのワジマに奪われてしまった。
フーリッシュプレジャーは4歳まで競走を続けた。1976年年初のドンハンデキャップを勝ち、7月のサバーバンハンデキャップではハナ差でフォアゴーを破る金星を挙げている。8月のゴールデンインビテーショナルハンデキャップで勝ったのを最後に引退し、種牡馬となった。

## 引退後
フーリッシュプレジャーは1992年まで種牡馬として供用され、重賞勝ち馬を多数出すことに成功した。以下はそのおもな活躍馬である。
- フィレイゴ - 1987年生・牡馬。オークツリーインビテーショナルステークス。
- カイリスクラウン - 1989年生・牡馬。ソードダンサーインビテーショナルハンデキャップなど。
- マーファ - 1980年生・牡馬。サンタアニタハンデキャップなど。
- ベイザーヴォール - 1983年生・牝馬。プール・デッセ・デ・プーリッシュ、サラマンドル賞、ロベールパパン賞など。

後継の種牡馬にも恵まれた。前述のマーファは種牡馬としてファーマウェイ（サンタアニタハンデキャップなど）を出し、また1978年生のモードリンはG3を2勝した程度の成績であったが、種牡馬としてビューティフルプレジャー（ブリーダーズカップ・ディスタフなど）やメック（アーリントンミリオンステークスなど）、プライマル（ドンハンデキャップ）などの活躍馬を出している。
1994年、フーリッシュプレジャーは22歳のときに蹄葉炎がもととなって死亡した。遺骸はフーリッシュプレジャーが最後に過ごしたワイオミング州のホースシューランチに埋葬されている。死亡の翌年、アメリカ競馬名誉の殿堂博物館はフーリッシュプレジャーの競走成績を称え、殿堂馬の一頭として選出した。

## 評価

### おもな勝鞍
1974年（2歳） 7戦7勝
シャンペンステークス (G1) 、ホープフルステークス (G1) 、サップリングステークス (G1) 、カウディンステークス (G2) 、トレモントステークス (G3) 、ドーバーステークス (G3)
1975年（3歳） 11戦5勝
ケンタッキーダービー (G1) 、フラミンゴステークス (G1) 、ウッドメモリアルステークス (G1) 、マッチレース（対ラフィアン）
2着 - プリークネスステークス (G1) 、ベルモントステークス (G1) 、ガヴァナーステークス (G1)
1976年（4歳） 8戦4勝
サバーバンハンデキャップ (G1) 、ドンハンデキャップ (G2) 、ワシントンパークハンデキャップ、ゴールデンインビテーショナルハンデキャップ

### 年度代表馬
- 1974年 - エクリプス賞最優秀2歳牡馬

### 表彰
- 1995年 - アメリカ競馬名誉の殿堂博物館により、殿堂馬として選定される。
- 1999年 - ブラッド・ホース誌の選ぶ20世紀のアメリカ名馬100選において、第97位に選ばれる。
- コールダー競馬場に、フーリッシュプレジャーの名を冠した「フーリッシュプレジャーステークス」が創設される。

## 血統表
| フーリッシュプレジャー (Foolish Pleasure)の血統（ボールドルーラー系 / Blenheim 5・4×4=15.63%、 Mumtaz Mahal5×5=6.25%〈父内〉） | フーリッシュプレジャー (Foolish Pleasure)の血統（ボールドルーラー系 / Blenheim 5・4×4=15.63%、 Mumtaz Mahal5×5=6.25%〈父内〉） | フーリッシュプレジャー (Foolish Pleasure)の血統（ボールドルーラー系 / Blenheim 5・4×4=15.63%、 Mumtaz Mahal5×5=6.25%〈父内〉） | （血統表の出典） | （血統表の出典） |
| 父 What a Pleasure 1965 栗毛 アメリカ                                                                                          | 父の父Bold Ruler 1954 鹿毛 アメリカ                                                                                            | Nasrullah | Nearco           | Nearco           |
| 父 What a Pleasure 1965 栗毛 アメリカ                                                                                          | 父の父Bold Ruler 1954 鹿毛 アメリカ                                                                                            | Nasrullah | Mumtaz Begum     |                  |
| 父 What a Pleasure 1965 栗毛 アメリカ                                                                                          | 父の父Bold Ruler 1954 鹿毛 アメリカ                                                                                            | Miss Disco | Discovery        | Discovery        |
| 父 What a Pleasure 1965 栗毛 アメリカ                                                                                          | 父の父Bold Ruler 1954 鹿毛 アメリカ                                                                                            | Miss Disco | Outdone          |                  |
| 父 What a Pleasure 1965 栗毛 アメリカ                                                                                          | 父の母Grey Flight 1945 芦毛 アメリカ                                                                                           | Mahmoud | Blenheim         | Blenheim         |
| 父 What a Pleasure 1965 栗毛 アメリカ                                                                                          | 父の母Grey Flight 1945 芦毛 アメリカ                                                                                           | Mahmoud | Mah Mahal        |                  |
| 父 What a Pleasure 1965 栗毛 アメリカ                                                                                          | 父の母Grey Flight 1945 芦毛 アメリカ                                                                                           | Planetoid | Ariel            | Ariel            |
| 父 What a Pleasure 1965 栗毛 アメリカ                                                                                          | 父の母Grey Flight 1945 芦毛 アメリカ                                                                                           | Planetoid | La Chica         |                  |
| 母 Fool-Me-Not 1958 鹿毛 アメリカ                                                                                              | 母の父Tom Fool 1949 鹿毛 アメリカ                                                                                              | Menow | Pharamond        | Pharamond        |
| 母 Fool-Me-Not 1958 鹿毛 アメリカ                                                                                              | 母の父Tom Fool 1949 鹿毛 アメリカ                                                                                              | Menow | Alcibiades       |                  |
| 母 Fool-Me-Not 1958 鹿毛 アメリカ                                                                                              | 母の父Tom Fool 1949 鹿毛 アメリカ                                                                                              | Gaga | Bull Dog         | Bull Dog         |
| 母 Fool-Me-Not 1958 鹿毛 アメリカ                                                                                              | 母の父Tom Fool 1949 鹿毛 アメリカ                                                                                              | Gaga | Alpoise          |                  |
| 母 Fool-Me-Not 1958 鹿毛 アメリカ                                                                                              | 母の母Cuadrilla 1943 栗毛 フランス                                                                                             | Tourbillon | Ksar             | Ksar             |
| 母 Fool-Me-Not 1958 鹿毛 アメリカ                                                                                              | 母の母Cuadrilla 1943 栗毛 フランス                                                                                             | Tourbillon | Durban           |                  |
| 母 Fool-Me-Not 1958 鹿毛 アメリカ                                                                                              | 母の母Cuadrilla 1943 栗毛 フランス                                                                                             | Bouillabaisse | Blenheim         | Blenheim         |
| 母 Fool-Me-Not 1958 鹿毛 アメリカ                                                                                              | 母の母Cuadrilla 1943 栗毛 フランス                                                                                             | Bouillabaisse | Becti F-No.14-b  |                  |